# 牛窪密談記
牛窪密談記（うしくぼみつだんき）は、牛窪記を中神善九郎行忠（生年不詳 - 1711年）が加筆訂正した東三河郷土史料。

## 概要
1701年（元禄14年）成立。牛久保の沿革、牧野氏の事跡などを収録。巻末に山本勘助の伝記が記載。「牛久保密談記」と表記がされている場合もある。豊橋市中央図書館所蔵。
豊橋市中央図書館の登録情報では、著者は中神善九郎行忠・成立年は元禄14年とされているが、『国書解題』によると、著者年代共に詳らかならずといえども、天明元年に作成した「円光大師由来記」を載せていることから、近世に集録したものであると断定している。
また、熱田神宮菊田家所蔵には、「著者名・中神／行忠 ? 」江戸中期写本。津山郷土博物館（愛山文庫）には「【外題】牛久保密談記異本附完【内題】牛窪記 著者中神／善九郎／行忠 天保14 昌谷精渓校」となっている。ことから、天保14年には、存在していることがわかる。
「牛窪記」と「牛窪密談記」では記述の異なる場所があり、それが加筆および訂正部分である。

## 牧野家の丑年吉事について
牧野家先祖とする牧野古白が明応2年（1493年）長山一色城に入城した際、その道すがら牛頭天王社の金色清水の窪溜まり付近に道を塞いで寝牛がおり、人々の通行を妨げていたが、古白が来ると牛は起きあがり道を空けたので、牛頭天王の加護がある瑞祥として、地名を一色トコサブ（常荒）から牛窪と改めたという伝説が本文前段で紹介されている。
以後、牧野家では丑年はめでたいことがある年とされ、その記録をまとめたものが、本文後段に掲げられている。しかし、史実か否か、疑問視される記述もある。以下にその内容各項を示す。
牧野家丑年吉事
- 明応2年（1493年）丑、牧野古白が一色城主となる。
- 永正2年（1505年）丑、牧野古白が今橋城を築いた。
- 享禄2年（1529年）丑、牧野民部丞（成勝）・同右馬允（貞成）牛久保城を築く。
- 天文22年（1553年）丑、御津大恩寺阿弥陀堂（愛知県豊川市御津町）を牧野保成・同成守（貞成）が移築。
- 永禄8年（1563年）丑、徳川家康に牧野成定（右馬允）が属し、成定の寄与で小原鎮実（肥前守）を退治。三河国悉くを家康は手中とした（史実では牛久保城開城と家康の三河統一については永禄9年以降である）。
- 寛永2年（1625年）丑、牧野忠成 (越後長岡藩初代) が牛久保光輝庵に扶持方（寺領）を給付。
- 寛永14年（1637年）丑、氏神（牛久保熊野神社）の造営の御願いに神主が越後長岡藩に来訪、牧野家寄進により翌年成就。
- 慶安2年（1649年）丑、牛久保光輝庵寺領8石8斗宛に幕府より、朱印状が給付される。
- 元禄10年（1697年）丑、牧野備前守（成春）、御津大恩寺に立ち寄り参拝。（永正14年（1517年）丑、牧野四郎左衛門も氏神（久保神社）普請の棟札あり。）